# Sahelzandhoen

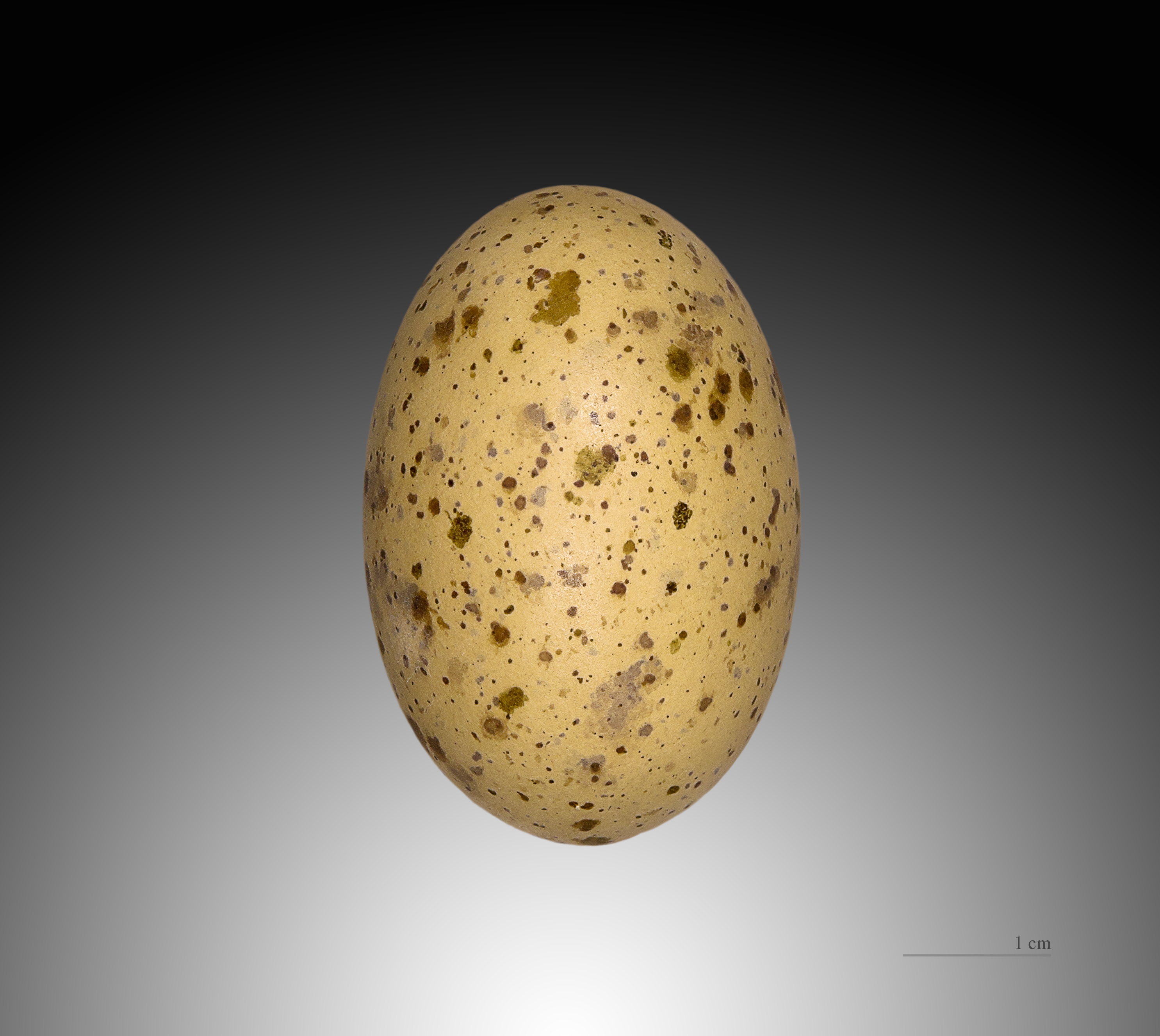

Het sahelzandhoen (Pterocles senegallus) is een vogel uit de familie van de zandhoenders (Pteroclididae). Het is een soort uit Afrika en Azië.

## Kenmerken
De vogel is 30 tot 35 cm lang en weegt 250 tot 340 gram, de spanwijdte is 53 tot 65 cm. Dit zandhoen is het enige zandhoen met een spits toelopende staart, maar zonder duidelijke kleurverschillen op de borst. De vogel heeft wel een donkere lengtestreep lopen over de buik, maar die is in vlucht lastig waarneembaar. Opvallend is verder de donkere achterrand aan de onderkant van de vleugel. De vogel is okerkleurig tot oranje op de keel en de "wangen". De vrouwtjes zijn bleker van kleur. De vogel bezoekt de drinkplaatsen in de ochtend, tussen half zeven en acht uur.

## Verspreiding en leefgebied
Deze soort komt voor in de woestijnen van Afrika bezuiden de Sahara, onder andere in de Sahel. Daarnaast komt de vogel voor op het Arabisch Schiereiland en verder tot in westelijk India.
Het leefgebied bestaat uit schaars begroeide, zandige of stenige halfwoestijnen, met plaatselijk drinkwater en begroeiing. De vogel mijdt terrein met dicht struikgewas of bomen. Het voedsel bestaat uit kleine harde zaden met een voorkeur voor de zaden van planten als wolfsmelk, affodil en wilde gerst.

## Status
De grootte van de wereldpopulatie is niet gekwantificeerd. Men veronderstelt dat de soort in aantal stabiel is. Om deze redenen staat het sahelzandhoen als niet bedreigd op de Rode Lijst van de IUCN.